# سارا كلاسن
سارا كلاسن (بالإنجليزية: Sarah Klassen)‏ (1932)؛ شاعرة، كاتِبة وروائية كندية.